# Sony Xperia XZ3
Il Sony Xperia XZ3 è uno smartphone Android prodotto e commercializzato dalla Sony. Fa parte della serie Xperia X; il dispositivo è stato annunciato al pubblico in occasione di una conferenza stampa tenutasi presso IFA di Berlino il 30 agosto 2018.